# Willem Verbruggen
Willem Amandus Verbruggen (Temse, 30 april 1872 - Dendermonde, 9 januari 1931) was een Belgische werktuigbouwer.

## Levensloop
Hij was de uitvinder van de eerste 'automatische' paardenhaar-spinmachine. Zijn producten werden geleverd over heel Europa.